# Amblyomma albopictum
Amblyomma albopictum är en fästingart som beskrevs av Neumann 1899. Amblyomma albopictum ingår i släktet Amblyomma och familjen hårda fästingar. Inga underarter finns listade i Catalogue of Life.